# Baptria decisata
Baptria decisata är en fjärilsart som beskrevs av Walker 1862. Baptria decisata ingår i släktet Baptria och familjen mätare. Inga underarter finns listade i Catalogue of Life.